# Euploea pinwilli
Euploea pinwilli är en fjärilsart som beskrevs av Butler 1876. Euploea pinwilli ingår i släktet Euploea och familjen praktfjärilar. Inga underarter finns listade i Catalogue of Life.